# Lajos Kassák

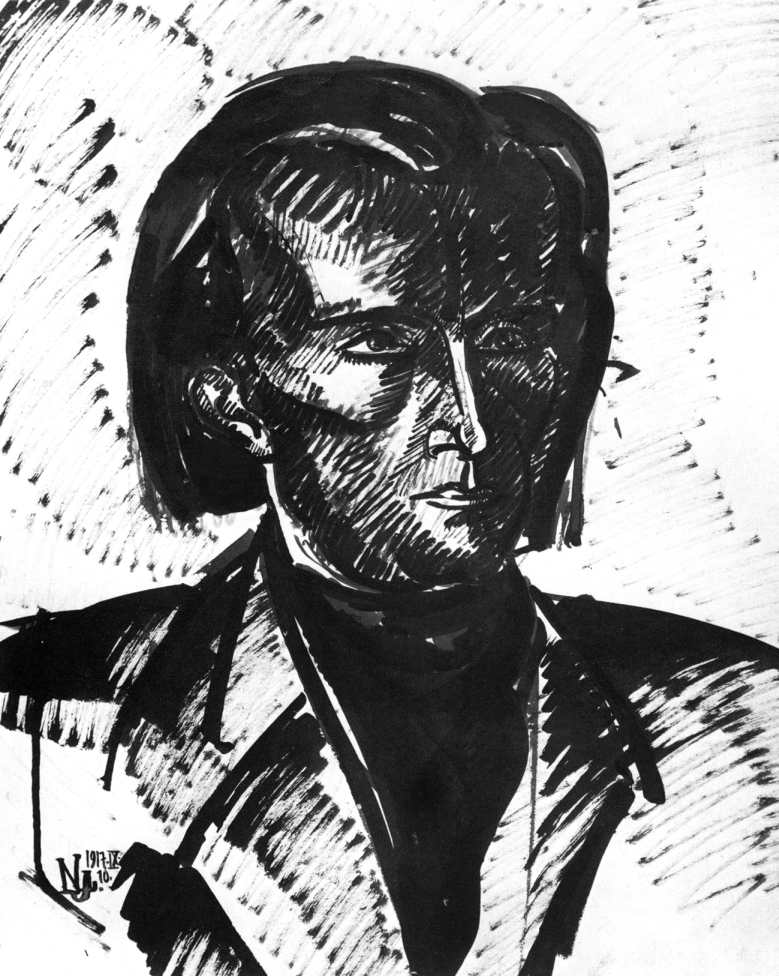
Lajos Kassák

Lajos Kassák (ur. 21 marca 1887 w Érsekújvár, zm. 22 lipca 1967 w Budapeszcie) – węgierski pisarz, malarz i architekt.

## Twórczość
- Életsiratás 1912
- Misilló királysága 1914
- Eposz Wagner maszkjában 1915
- Máglyák énekelnek 1922
- A ló meghal, a madarak kirepülnek 1922
- A tisztaság könyve 1926
- Egy ember élete 1927–1935
- Az út vége 1946
- Mögötte áll az angyal 1948
- Szegények rózsái 1949
- Ahogyan elindultak 1949
- Szénaboglya 1955
- Boldogtalan testvérek 1957
- Költemények, rajzok 1958
- Mélyáram 1960
- Szerelem, szerelem 1962
- A tölgyfa levelei 1962
- Vagyonom és fegyvertáram 1963
- Mesterek köszöntése 1965
- Üljük körül az asztalt 1968
- Összes versei 1970
- Az izmusok története 1982
- Összegyűjtött műfordítások 1986